# براچوتسی
براچوتسی (به صربی: Braćevci) یک منطقهٔ مسکونی در صربستان است که در دیمیتروگراد واقع شده‌است. براچوتسی ۱۲ نفر جمعیت دارد.